# Barsinghausen
Barsinghausen est une ville de la région de Hanovre, dans le land de la Basse-Saxe, en Allemagne. Elle est située à 20 km au sud-ouest de la ville d'Hanovre, dans ce qui constituait autrefois la principauté de Calenberg, entre la Leine et la chaîne du Deister.
Le groupe alimentaire allemand Bahlsen y possède un centre de production.
En 2024, la ville est le camp de base de l'équipe de Turquie pour l'Euro 2024.

## Histoire
| Appartenances historiques Duché de Brunswick-Lunebourg 1235-1432 Principauté de Calenberg 1432-1692 Électorat de Brunswick-Lunebourg 1692-1807 Royaume de Westphalie 1807-1813 Royaume de Hanovre 1814-1866 Royaume de Prusse (Province de Hanovre) 1866-1918 République de Weimar 1918-1933 Reich allemand 1933-1945 Allemagne occupée 1945-1949 Allemagne 1949-présent |

## Divisions administratives
La municipalité est divisée en dix-huit districts :
- Bantorf (1 270 habitants)
- Barrigsen (290 habitants)
- Barsinghausen (environ 14 500 habitants)
- Eckerde (557 habitants)
- Egestorf (environ 8 000 habitants)
- Göxe (535 habitants)
- Grossgoltern (1 317 habitants)
- Gross Munzel (1 162 habitants)
- Hohenbostel (1 743 habitants)
- Holtensen (265 habitants)
- Kirchdorf (2 070 habitants)
- Landringhausen (912 habitants)
- Langreder (1 030 habitants)
- Nordgoltern (454 habitants)
- Ostermunzel (334 habitants)
- Stemmen (698 habitants)
- Wichtringhausen (592 habitants)
- Winninghausen (1 046 habitants)

## Jumelages
La ville de Barsinghausen est jumelée avec :
- Mont-Saint-Aignan (France) depuis le 11 juillet 1966
- Wurzen (Allemagne) depuis le 20 octobre 1990
- Brzeg Dolny (Pologne) depuis le 2 juin 1993
- Kovel (Ukraine) depuis 2008